# Rövşən Bayramov
Rövşən Bayramov (7 de mayo de 1987) es un luchador azerbaiyano de lucha grecorromana. Ganador de dos medallas de plata en los Juegos Olímpicos, de 2008 y 2012 en la categoría de 55 kg.
Participó en seis Campeonatos Mundiales, ganó cuatro medallas, de oro de 2011. Consiguió tres medallas en  Campeonato Europeo, de oro de 2007 y 2008. Tres veces representó a su país en la Copa del Mundo, en 2015 clasificándose en la 1.ª posición. Primero en el Campeonato Mundial Militar de 2006 y en el Campeonato Mundial Junior de 2003.